# Olympische Winterspiele 1976
| Medaillenspiegel               | Medaillenspiegel   | Medaillenspiegel | Medaillenspiegel | Medaillenspiegel | Medaillenspiegel |
| Platz                          | Land               | G                | S                | B                | Ges.             |
| ------------------------------ | ------------------ | ---------------- | ---------------- | ---------------- | ---------------- |
| 1                              | Sowjetunion        | 13               | 6                | 8                | 27               |
| 2                              | DDR                | 7                | 5                | 7                | 19               |
| 3                              | Vereinigte Staaten | 3                | 3                | 4                | 10               |
| 4                              | Norwegen           | 3                | 3                | 1                | 7                |
| 5                              | BR Deutschland     | 2                | 5                | 3                | 10               |
| 6                              | Finnland           | 2                | 4                | 1                | 7                |
| 7                              | Österreich         | 2                | 2                | 2                | 6                |
| 8                              | Schweiz            | 1                | 3                | 1                | 5                |
| 9                              | Niederlande        | 1                | 2                | 3                | 6                |
| 10                             | Italien            | 1                | 2                | 1                | 4                |
| …                              | …                  | …                | …                | …                | …                |
| 14                             | Liechtenstein      | –                | –                | 2                | 2                |
| Vollständiger Medaillenspiegel |                    |                  |                  |                  |                  |

Die Olympischen Winterspiele 1976 (auch XII. Olympische Winterspiele genannt) wurden vom 4. bis 15. Februar 1976 in Innsbruck, Österreich, ausgetragen. Die Spiele waren zunächst an Denver vergeben worden, das sich gegen Sion, Tampere, Vancouver und Granada durchgesetzt hatte. Die Bevölkerung des US-Bundesstaates Colorado sprach sich aber gegen die Verwendung von Steuergeldern für die Winterspiele in Denver aus. Nach einem Referendum am 7. November 1972 wurden die Spiele an das IOC zurückgegeben. Bei der zweiten Entscheidung setzte sich Innsbruck gegen Lake Placid, Chamonix und Tampere durch.

## Erwähnenswertes
- Innsbruck wurde zum zweiten Mal nach 1964 Austragungsort für Olympische Winterspiele, nachdem Denver die Spiele zurückgegeben hatte. Rudolf Nemetschke war damals österreichisches Mitglied des IOC, er setzte sich im IOC vehement für die Vergabe der Spiele an Innsbruck ein.
- Der österreichische Staat gab Silbermünzen im Wert von 100 Schilling heraus; die Erstausgabe erfolgte am 23. Dezember 1974.[1]
- Bei der Eröffnungsfeier wurden zwei olympische Feuer entzündet. Das erste für 1964 von Christl Haas, das zweite für 1976 von Josef Feistmantl.
- Zum ersten Mal war Eistanz eine olympische Disziplin.
- Für die Wiener Schüler (auch jene in Mittelschulen) wurde für den 5. Februar, dem Tag der Abfahrt der Herren, ab 11 Uhr freigegeben. Auch in anderen Bundesländern gab es ähnliche Lösungen, um den Schülern zu ermöglichen, das Rennen im Fernsehen mitzuerleben.[2]
- Im Vorfeld der Olympischen Winterspiele erfuhr Innsbruck abseits des Sportstättenbaus zahlreiche städtebauliche Veränderungen. Dem damaligen Zeitgeist entsprechend folgten viele der Maßnahmen dem Ideal der autogerechten Stadt. Unter anderem wurde die Straßenbahnlinie 4 nach Hall in Tirol eingestellt und durch Busse ersetzt.
- Die westdeutsche Eishockeynationalmannschaft belegte einen sensationellen dritten Platz vor den punktgleichen Finnen und gewann die Bronzemedaille. Im Divisionsverfahren lagen die Deutschen mit 41 Tausendstel vor Finnland (Torverhältnis 7:6 zu 9:8). Im direkten Vergleich hatte Finnland das Spiel gegen Deutschland mit 5:3 gewonnen. Die Mannschaft erfuhr erst in der Kabine von ihrem Erfolg. Dies war die beste Platzierung einer deutschen Eishockeymannschaft bei einem olympischen Turnier bis 2018.

## Wahl des Austragungsortes
| Kandidatenstadt | 1. Wahlgang | 2. Wahlgang | 3. Wahlgang |
| --------------- | ----------- | ----------- | ----------- |
| Denver          | 29          | 29          | 39          |
| Sion            | 18          | 31          | 30          |
| Tampere         | 12          | 8           | -           |
| Vancouver       | 9           | –           | -           |
| Granada         | 0           | –           | -           |

Auf der 69. IOC-Session in Amsterdam am 12. Mai 1970 wurde über die Vergabe der Olympischen Winterspiele 1976 abgestimmt. Dabei stellten sich fünf Kandidaten zur Wahl, als Favoriten galten Denver und Sion. Im ersten Wahlgang schieden Vancouver und Granada aus, im zweiten Wahlgang Tampere. Im dritten Wahlgang setzte sich schließlich Denver mit 39 zu 30 Stimmen gegen Sion durch.
Initiator und größter Fürsprecher von Winterspielen in Denver war Gouverneur John Arthur Love. Die Spiele sollten der Höhepunkt der Feierlichkeiten zum 100-jährigen Bestehen des Bundesstaates Colorado im Jahr 1976 sein. Aber schon im Herbst 1971 kam es zu ersten Kontroversen. Das Organisationskomitee wollte aus Kostengründen die nordischen Disziplinen nach Steamboat Springs und die alpinen Disziplinen nach Vail verlegen. Außerdem wollte man nur noch eine kleinere und kombinierte Bob- und Rodelbahn bauen, auf der dann aber keine Viererbob-Rennen hätten stattfinden können. Das IOC jedoch bestand auf dem Konzept der Bewerbungsunterlagen, das eine Austragung aller Disziplinen in Denver oder in unmittelbarer Nähe vorsah, und drohte mit dem Entzug der Spiele. Nachdem bekannt wurde, dass die Kosten für die Ausrichtung um mindestens 300 % steigen werden und außerdem für den Bau der Wettkampfstätten umfangreiche Eingriffe in die Landschaft um Denver erforderlich werden, kam es Ende 1971 auch zu Protesten von Seiten der Bevölkerung. Es gründete sich eine Bürgerinitiative For the future of Colorado. Bereits Ende Juli 1972 gab es in einer Unterschriftenaktion 77.392 Gegenstimmen, wovon mehr als 20.000 aus Denver selbst kamen. Der spätere Gouverneur Richard Lamm setzte sich mit dem Slogan Keine Spiele für Denver an die Spitze der Protestbewegung. Am 9. November 1972 kam es zu einem Referendum, in dem sich 57 % der Bevölkerung gegen die Ausrichtung der Spiele aussprachen. Denver gab daraufhin den Auftrag, die Winterspiele 1976 in Denver auszurichten, an das IOC zurück.
Das IOC bot die Spiele zunächst dem unterlegenen Sion an, das allerdings aufgrund der kurzen Vorbereitungszeit und wegen unklarer Finanzierung ablehnen musste. Das IOC vergab die Spiele daraufhin neu. Am 16. November 1972 kam vom Österreichischen Olympischen Comité die Erklärung, Innsbrucks Bewerbung grundsätzlich zu unterstützen. Am 4. Februar 1973 erfolgte in Lausanne die Neuvergabe. Bewerber waren neben Innsbruck, welches seine Anwartschaft schon Ende Juni 1972 bekundet hatte, auch Lake Placid, Tampere und Chamonix. Die offiziellen Wahlergebnisse wurden nicht veröffentlicht, jedoch wurde Innsbruck nach Verlauten mit nur einer Gegenstimme ausgewählt. Rudolf Nemetschke, österreichisches IOC-Mitglied, warb zuvor nochmal ausdrücklich für Innsbruck. Pluspunkte für Innsbruck waren die in guter Erinnerung gebliebenen Olympischen Winterspiele 1964. Die meisten Wettkampfstätten ließen sich erneut nutzen. Außerdem konnte von den Bewerbern nur Innsbruck die Austragung aller Disziplinen garantieren. Alois Lugger, Bürgermeister und Bewerbungschef von Innsbruck, versprach die Rückkehr zu einfachen Spielen.

## Organisation

### Organisationskomitee
Gleich nach Vergabe der Spiele an Innsbruck im Februar 1973 gründete sich das Organisationskomitee. Die Spitze des Komitees bildeten der Vorsitzende Fred Sinowatz, der stellvertretende Vorsitzende Alois Lugger und Generalsekretär Karl Heinz Klee. Das vorherige Versprechen von einfachen Spielen beherrschte von Anfang an die Planung der Spiele. Im Mittelpunkt stand dabei das Ziel, die Kosten so gering wie möglich zu halten und nicht den Gigantismus vorheriger Spiele fortzuführen. Auch deswegen wurde das Komitee weitgehend aus den Mitarbeitern gebildet, die bereits an den Spielen 1964 mitgearbeitet hatten, so dass der Mitarbeiterstab zwar klein, aber dafür erfahren war. Ebenfalls wurden die Wettbewerbe möglichst an den Wettkampfstätten durchgeführt, die bereits 1964 genutzt wurden, nur zwingend erforderliche Neubauten wurden realisiert. Alle Baumaßnahmen sollten langfristigen Nutzen bringen und keinesfalls nur einem einmaligen Gebrauch während der Spiele dienen. Das Komitee setzte sich zu Beginn der Arbeit ein präliminiertes Minus von 60 Millionen Schilling, das nicht überschritten werden durfte. Ausgaben von 334 Millionen Schilling für die Ausstattung der Wettkampfstätten, Zeitnahme und Anzeigetafeln, Personal- und Materialkosten, sämtliche Baumaßnahmen für Presse und Fernsehen und die Gestaltung der Zeremonien standen 274 Millionen an Einnahmen für Fernsehrechte (141 Millionen), Verkauf von Eintrittskarten (81 Millionen), eine 1974 eingeführte Bausteinaktion (22 Millionen), Verkauf von Sonderbriefmarken (15 Millionen) und dem Anteil der teilnehmenden Mannschaften (15 Millionen) gegenüber. Das Organisationskomitee wurde im Frühjahr 1977 aufgelöst.

### Baumaßnahmen

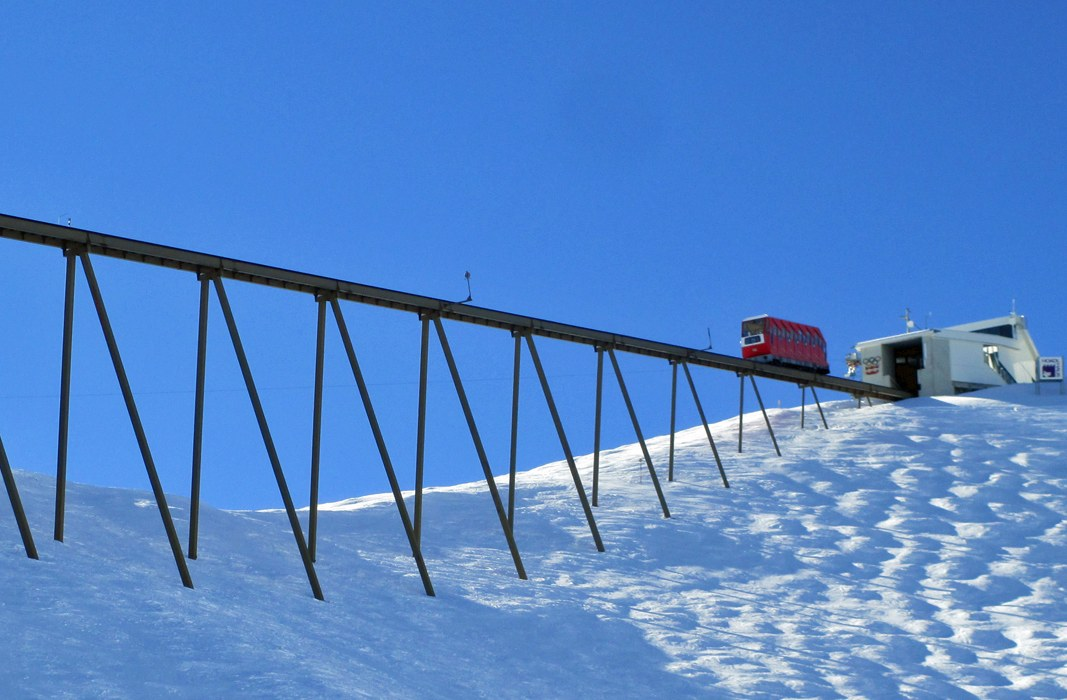
Eine der größeren Baumaßnahmen war die Errichtung der Olympiabahn genannten Standseilbahn vom Ort Axamer Lizum bis zum höchsten Punkt des dortigen Skigebiets. Dort fand ein großer Teil der damaligen Alpinski-Wettbewerbe statt. Die Bahn ist heute noch in Betrieb.

Die Wettkampfstätten mussten aufgrund von neuen Anforderungen teilweise um- und ausgebaut werden, neu wurden aber nur zwei gebaut. Die Kosten für den Um- und Neubau der direkten Wettkampfstätten betrugen 210 Millionen Schilling. Als Pressezentrum diente der Neubau der Pädagogischen Akademie, der dafür zeitlich vorgezogen wurde, als Fernsehzentrum wurde die IVB-Halle gebaut, später gehörte die Halle zum neuen Zentralbahnhof. Die Mehrkosten für Presse- und Fernsehzentrum betrugen 164 Millionen. Näheres zu den Baumaßnahmen an Wettkampfstätten sowie am Presse- und Fernsehzentrum findet sich im Abschnitt #Olympische Orte.
Einen Hauptteil der Maßnahmen übernahm, auch um Kosten zu sparen, das Bundesheer. Trassierung und Präparierung der Loipen und alpinen Hänge, Verlegung von Kabeln, Bau von Fernseh- und Presseeinrichtungen an den Wettkampfstätten, all das wurde von insgesamt 2700 Soldaten geleistet, die nach Schätzungen bis zu 650.000 Arbeitsstunden leisteten.
Umfangreicher waren die städtebaulichen Maßnahmen, die Bund, Land und Stadt nach Vergabe zeitlich vorzogen und umsetzten. Die Stadt Innsbruck errichtete ein neues Wohngebiet (als sozialer Wohnungsbau) mit Freizeitzentrum, Hauptschule und Hallenbad, das während der Spiele als olympisches Dorf fungierte. Neu entstand auch die Reichenauer Brücke über den Inn, die oben genannte IVB-Halle und zahlreiche Straßenbauvorhaben. Der Bund war verantwortlich für den Neubau der Pädagogischen Akademie, der während der Spiele als Pressezentrum genutzt wurde.
Das Land Tirol baute ein Landessportheim und setzte ebenfalls zahlreiche Straßenbauvorhaben um. Insgesamt investierte die Stadt im Vorfeld der Spiele 865 Millionen Schilling, der Bund 160 Millionen und das Land 190 Millionen. Da alle Bauvorhaben aber bereits in den Haushalten geplant, wegen der Spiele dann aber lediglich zeitlich vorgezogen wurden, wurden die Kosten nicht als Olympiakosten gerechnet.

#### Eintrittspreise
Diese betrugen für Stehplätze 50 bis 200 Schilling, für Sitzplätze 100 bis 900 Schilling. Es gab Dauerkarten für die Alpinbewerbe um 650 Schilling und für Langlauf, Biathlon und Skispringen um 600 Schilling, Eisschnelllauf um 550 Schilling, Bob und Rodeln um 250 Schilling, wobei diese Karten übertragbar waren. Die Eishockeykarten konnten in der Gruppe A nur im Block mit 15 Spielen erworben werden, auch hier war eine Übertragbarkeit möglich. Stehplätze kosteten 1300 Schilling, Sitzplätze gab es in den Preislagen 2000, 3000 und 5000 Schilling.

### Probleme
Problematisch war die Wetterlage vor Beginn der Spiele. Ein überdurchschnittlich warmer und schneearmer Winter sorgte für zahlreiche Bedenken. Ab Anfang Januar wurde daher Schnee aus dem Wipptal nach Innsbruck transportiert, um die Durchführung aller alpinen und nordischen Wettbewerbe auch bei ausbleibendem Schnee sicherzustellen. Transport und Verteilung des Schnees wurden vom Bundesheer organisiert. Gut eine Woche vor Beginn der Spiele setzte dann doch kräftiger Schneefall in Innsbruck und Umgebung ein, so dass alle Sorgen über Schneemangel hinfällig wurden.

## Fackellauf

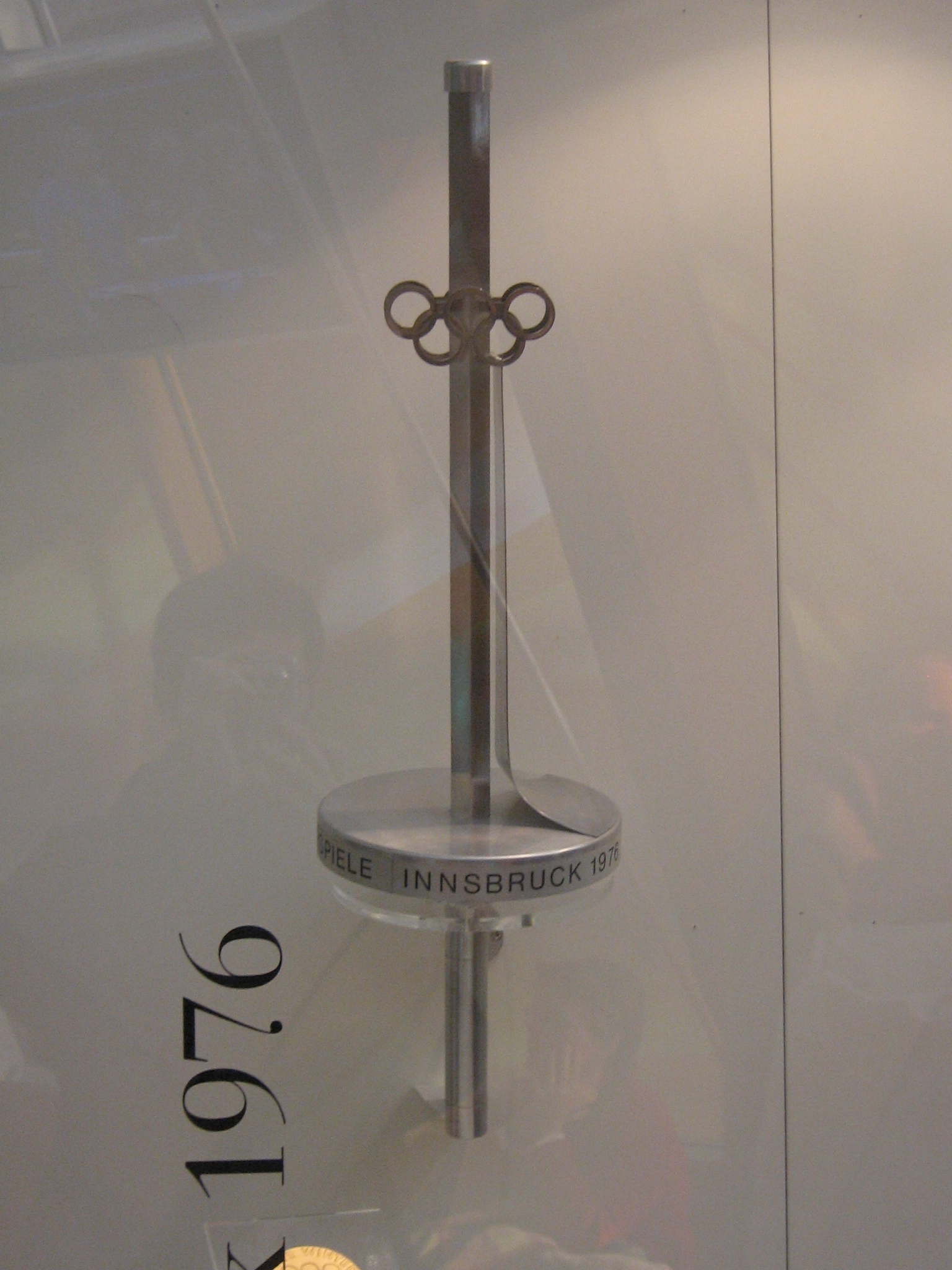
Fackel der Spiele
Innsbruck 1976

Am 30. Januar 1976 wurde die olympische Fackel im antiken Olympia in Griechenland im Hain von Altis entzündet. Eine Innsbrucker Abordnung, bestehend aus Stadtrat Theodor Seykora, Vizebürgermeister Ferdinand Obenfeldner und Gemeinderat Dir. Alois Prazeller sowie Zeremonienmeister Alfred Nagl und Regierungsrat Anton Weghofer begleiteten das Feuer fortan von Griechenland nach Innsbruck.
Von Olympia wurde die Flamme in einer Läuferstafette nach Athen gebracht und dann in einer Grubenlampe nach Wien geflogen. Dort wurde das Feuer in eine Erinnerungsflamme für die Olympischen Winterspiele 1964 und eine Flamme für 1976 zweigeteilt. Die beiden Flammen wurden über zwei etwa 800 km lange Autorouten, eine über Graz und Klagenfurt, die andere über Linz und Salzburg, nach Innsbruck gebracht. Zwei österreichische Olympiasiegerinnen, Olga Pall (Grenoble 1968) und Beatrix Schuba (Sapporo 1972) trugen die zwei Flammen an jubelnden Zuschauern vorbei bis zum Goldenen Dachl, wo sie Vizebürgermeister Obenfeldner an Bürgermeister Lugger übergab. Bis zur Eröffnungsfeier wurden die Feuer im Festsaal des Goldenen Dachl aufbewahrt. Am 4. Februar wurden die beiden Flammen feierlich zur Eröffnungsfeier ins Stadion getragen. Christl Haas entzündete in der alten Pylone die Erinnerungsflamme an die Spiele 1964, Josef Feistmantl entzündete in einer neuen Pylone das olympische Feuer von 1976.

## Logo, Maskottchen, Medaillen, Olympiafilme
Logo und offizielles Poster der Spiele wurden von Arthur Zelger entworfen. Das Logo entspricht einer leicht modifizierten Version des Innsbrucker Stadtwappens. Es zeigt die Innbrücke, die der Stadt auch ihren Namen gab. Oberhalb der Brücke sind die olympischen Ringe abgebildet, unterhalb der Schriftzug Innsbruck 1976. Die Brücke soll die Verbundenheit der einzelnen Völker symbolisieren. Das Logo wurde in ähnlicher Gestalt bereits für die Spiele 1964 verwendet. Das offizielle Poster wurde so entworfen, dass es möglichst alle Wintersportarten anspricht und Platz für Interpretationen lässt. Das weiße, nach rechts unten gebogene Feld, kann als Skispitze gesehen werden, als Bob- oder Rodelkufe, als Schlittschuhkufe, als Skisprungschanze oder einfach als großes „I“ für Innsbruck. Die farbigen Spitzen im unteren Teil symbolisieren die Berge Tirols.

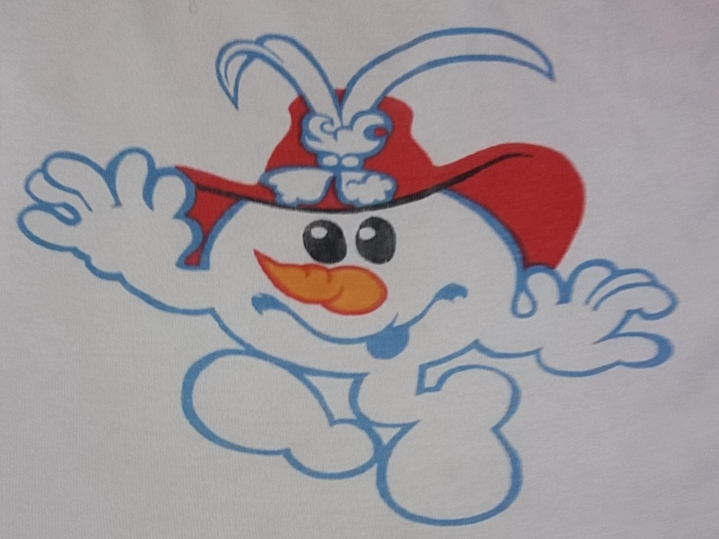
Das Maskottchen der Olympischen Winterspiele 1976

Das Maskottchen der Spiele hieß „Schneemann“. Es handelte sich um einen Schneemann mit rotem Hut und einer Karotte als Nase. Das einfach gehaltene Maskottchen sollte zum Versprechen Rückkehr zu einfachen Spielen passen. Es wurde vor allem als Sticker und Aufnäher vermarktet, hoher Beliebtheit erfreute sich die Plüschversion.
Die Medaillenvergabe fand immer in der Olympiahalle statt. Erstmals wurden bei den Ehrungen mit einem Großbildprojektor die wichtigsten Szenen des jeweiligen Wettbewerbs eingespielt. Musik und Hymnen wurden von der Musikkapelle des Militärkommandos Tirol gespielt. Die Medaillen zeigten auf der Vorderseite das Logo der Spiele sowie den Schriftzug XII. Olympische Winterspiele, die Rückseite wurde individuell geprägt.
Im Vorfeld der Spiele entstanden zunächst drei Olympiakurzfilme. Sie zeigten die Vorbereitungsmaßnahmen, die Entwicklung der Sportstätten und Impressionen aus der Region. Die Filme wurden auf Pressekonferenzen des Organisationskomitees vorgestellt und später auch als Werbung für den Fremdenverkehr genutzt. Die Kosten der Filme übernahm der Coca-Cola-Konzern. Nach den Spielen entstanden zwei Olympiafilme, White Rock und Olympische Symphonie, produziert von Samuelson Film. White Rock zeigt vor allem Eindrücke von Trainings- und Wettkampfleistungen aller Sportarten, in Olympische Symphonie hingegen werden Vorbereitungen und Parallelen der Winterspiele in Innsbruck und Olympischen Sommerspiele in Montreal thematisiert. Für den erstgenannten Film wurden zum ersten Mal auf der Welt den beiden österreichischen Skispringern Edi Federer und Alfred Pungg zwei kleine Kameras auf den Skiern montiert, mit denen sie am 15. Februar um 12:30 Uhr, eine halbe Stunde vor dem Wettkampf auf der Großen Schanze, zu Tale schwebten.

## Olympische Orte

### Wettkampfstätten

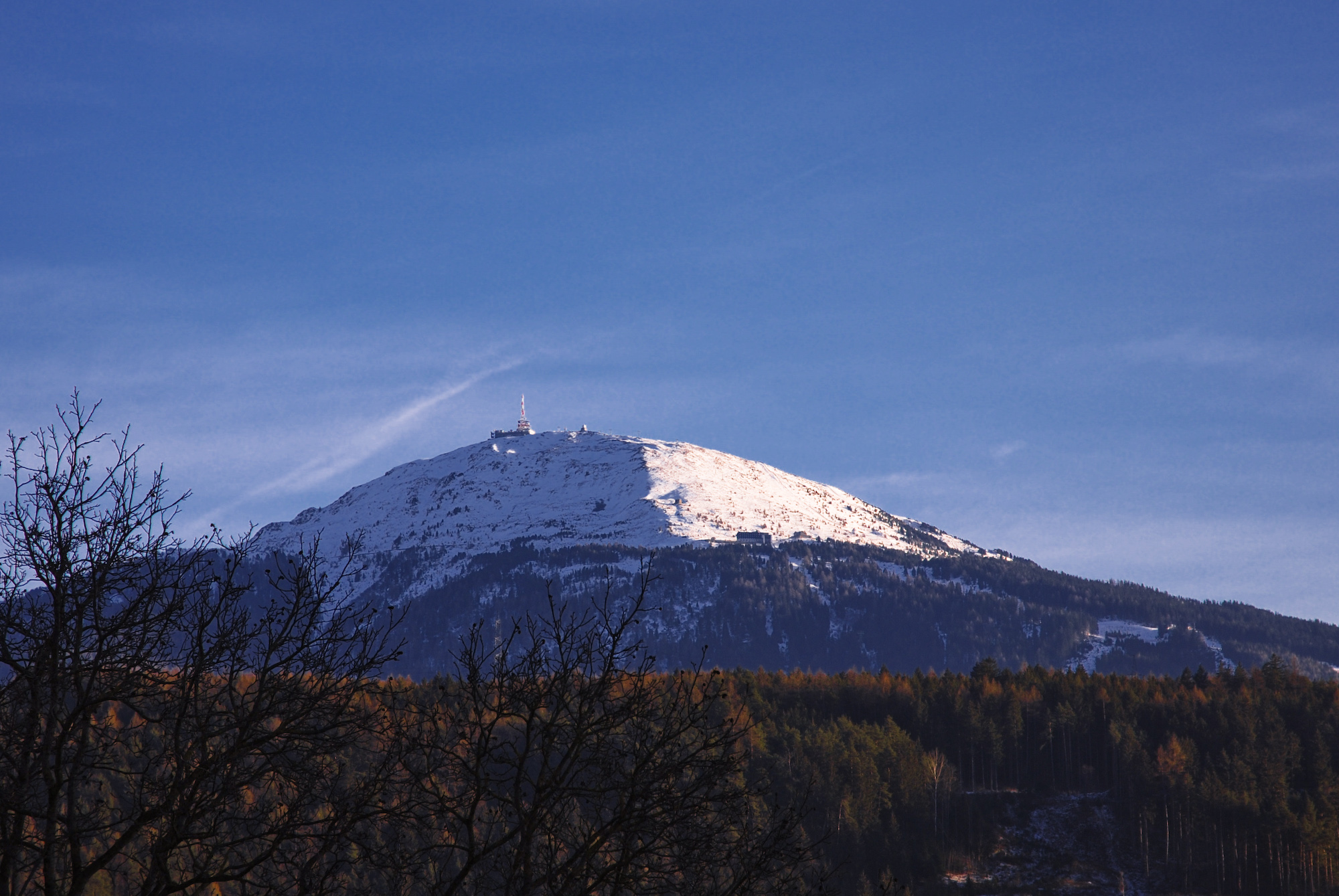
Hausberg Patscherkofel

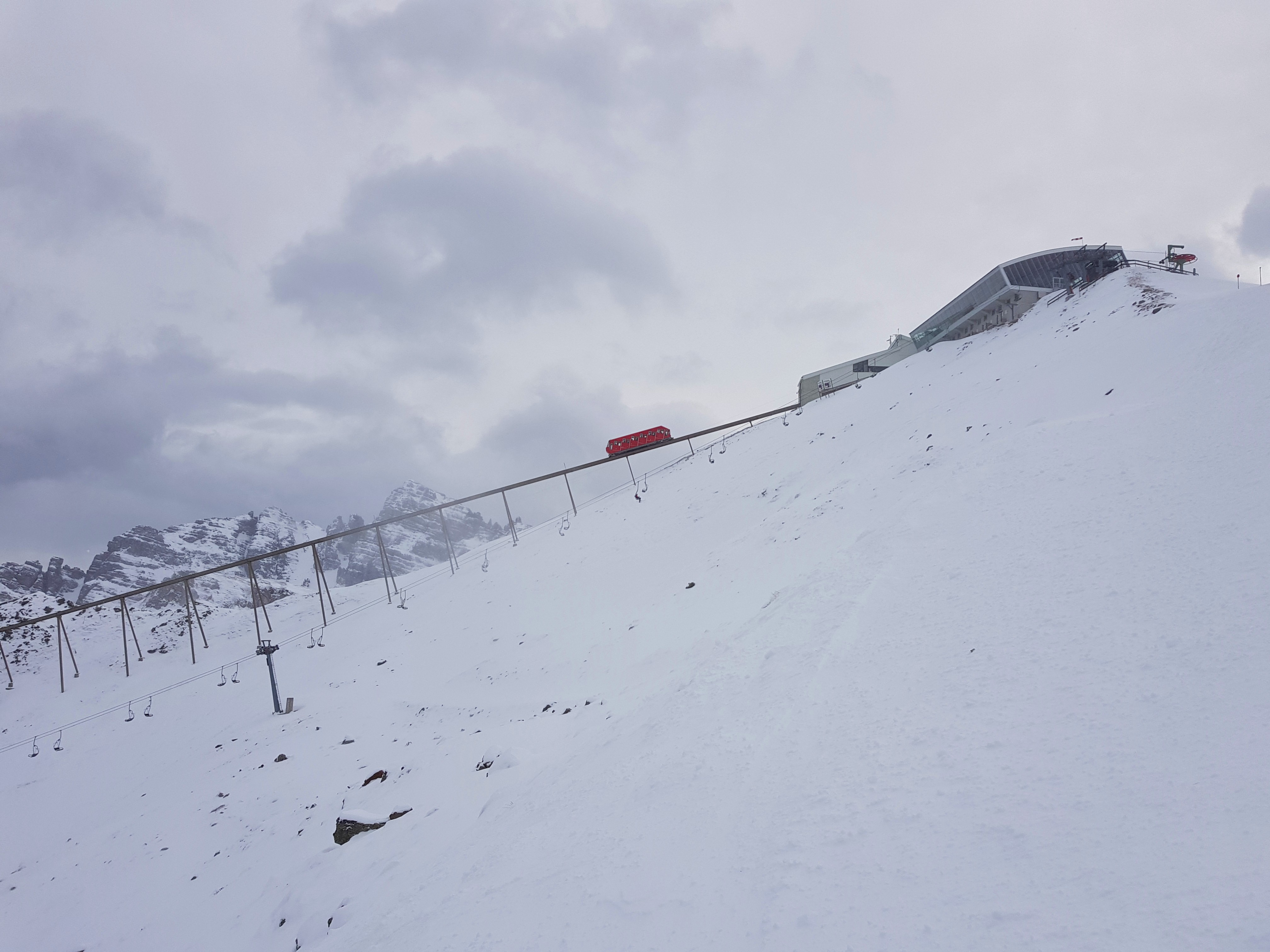
Skigebiet Axamer Lizum (2018)

Übersicht über die Wettkampfstätten:
- Axamer Lizum – Ski Alpin
- Patscherkofel – Ski Alpin (Abfahrt Männer)
- Bergiselschanze – Skispringen Großschanze
- Olympia-Eisstadion – Eisschnelllaufen
- Kunsteisbahn Igls – Bob- und Rodelwettbewerbe
- Olympiahalle – Eishockey (A-Gruppe), Eiskunstlaufen
- Messehalle B – Eishockey (B-Gruppe)
- Toni-Seelos-Olympiaschanze in Seefeld – Skispringen Normalschanze
- Olympiaregion Seefeld – Skilanglauf, Nordische Kombination, Biathlon

Weitestgehend wurden alle Wettbewerbe dort ausgetragen, an denen sie bereits bei den Spielen 1964 stattfanden. Einzige Neubauten waren die Kunsteisbahn in Igls und eine Traglufthalle für Eiskunstlauftraining auf dem Tivoli-Gelände. Alle anderen Sportstätten wurden so umgebaut und modernisiert, dass sie den neuen Anforderungen genügten. Die Kosten für den Um- und Neubau der Sportstätten beliefen sich auf insgesamt 210 Millionen Schilling und lagen damit deutlich unter den Kosten vorheriger Spiele. Der Großteil der Wettbewerbe fand in Innsbruck und den direkt angrenzenden Skigebieten statt, nur die nordischen Wettbewerbe und Biathlon wurden im etwa 20 km entfernten Seefeld ausgetragen.
Im Skigebiet Axamer Lizum fanden die alpinen Wettbewerbe der Frauen und Slalom und Riesenslalom der Männer statt. Die Pisten wurden neu trassiert, so dass sie schneller und selektiver wurden. Die aufwendigsten Maßnahmen waren neue Lawinenschutzbauten sowie der Bau einer neuen Standseilbahn. Der Abfahrtslauf der Männer fand auf dem Patscherkofel statt, der auch als Hausberg Innsbrucks gilt. Seit den Spielen 1964 hatte sich die Geschwindigkeit bei Abfahrten derart erhöht, dass die Strecke durch Verbreiterung und Schaffung von Sturzräumen sicherer gemacht werden musste.

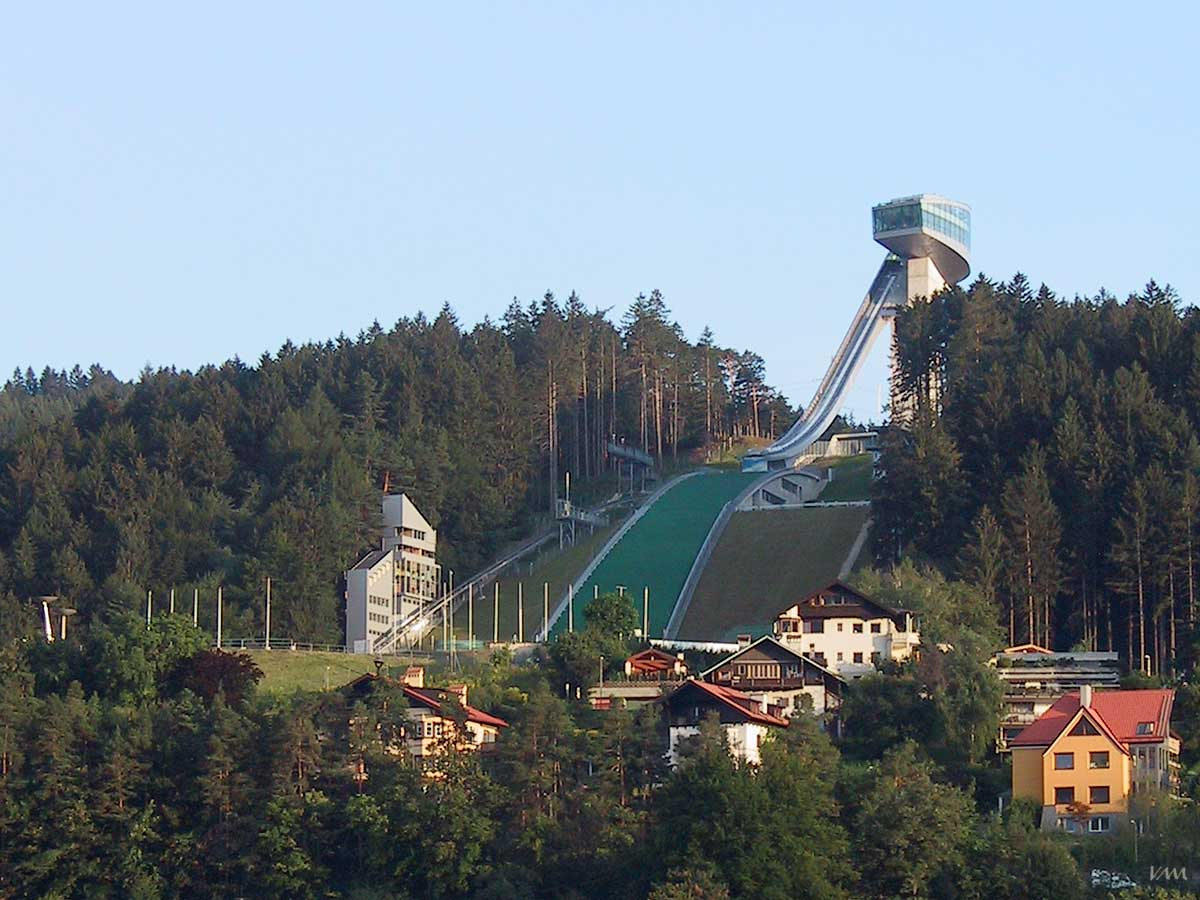
Bergiselschanze heute

Die Bergiselschanze war nicht nur Austragungsort des Skispringens von der Großschanze, im dazugehörigen Bergiselstadion fand auch die Eröffnungsfeier statt. Da die Schanze noch auf einer Holzkonstruktion stand und modernen Anforderungen kaum noch genügte, wurde die Anlage umfangreich umgebaut. Die Holzkonstruktion wurde ersetzt und der Schanzentisch neu gestaltet, der Juryturm wurde neu gebaut. Das Stadion wurde vergrößert und neue Anzeigetafeln eingebaut. Die Kosten des Umbaus beliefen sich auf etwa 20 Millionen Schilling.
Auf dem Tivoli-Gelände fanden die Eislaufwettbewerbe statt. Eiskunstlaufen und Eishockey (A-Gruppe) in der Olympiahalle, Eishockey (B-Gruppe) in der Messehalle und Eisschnelllaufen im Olympia-Eisstadion. Für das Eiskunstlauftraining gab es zudem eine neu errichtete Traglufthalle. In der Messehalle musste eine neue Eisfläche angelegt werden, in den anderen Stadien die Kältetechnik runderneuert werden. Außerdem wurden die Zuschauerkapazitäten erweitert, neue Anzeigetafeln eingebaut und das gesamte Tivoli-Gelände neu gestaltet. Die Gesamtkosten beliefen sich auf etwa 69 Millionen Schilling.

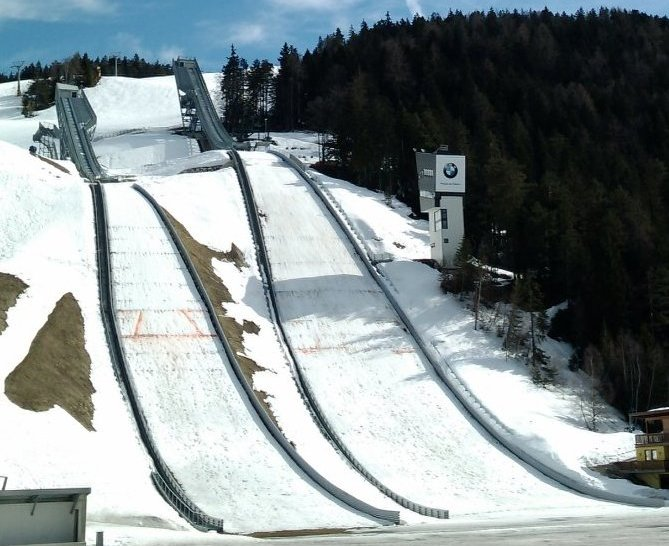
Sprungschanzen in Seefeld

Die kombinierte Bob- und Rodelkunsteisbahn im Stadtteil Igls wurde zwischen März 1974 und Januar 1975 erbaut. Die Anlage konnte somit bereits im vorolympischen Winter bei Wettkämpfen getestet werden. Die Baukosten beliefen sich auf 110 Millionen Schilling, damit war die Kunsteisbahn die kostspieligste Sportstätte der Spiele. Erstmals trugen Bobfahrer und Rodler ihre olympischen Wettbewerbe auf derselben Bahn aus, was bis dahin für viele Athleten undenkbar gewesen wäre. Kritik an der Bahn kam von den Bobfahrern, die Strecke war aus ihrer Sicht zu einfach und damit zu wenig selektiv.
In Seefeld fanden die nordischen Wettbewerbe statt. Man nutzte die Loipen, die bereits für die Spiele 1964 errichtet wurden. Allerdings verkürzte man die einzelnen Streckenschleifen, so dass die Läufer öfter durch das Langlaufstadion kamen. Auf der Toni-Seelos-Olympiaschanze fanden außerdem das Skispringen von der Normalschanze und das Kombinationsspringen statt. Dafür wurde ein neuer Juryturm gebaut und neue Anzeigetafeln angebracht.

### Olympisches Dorf

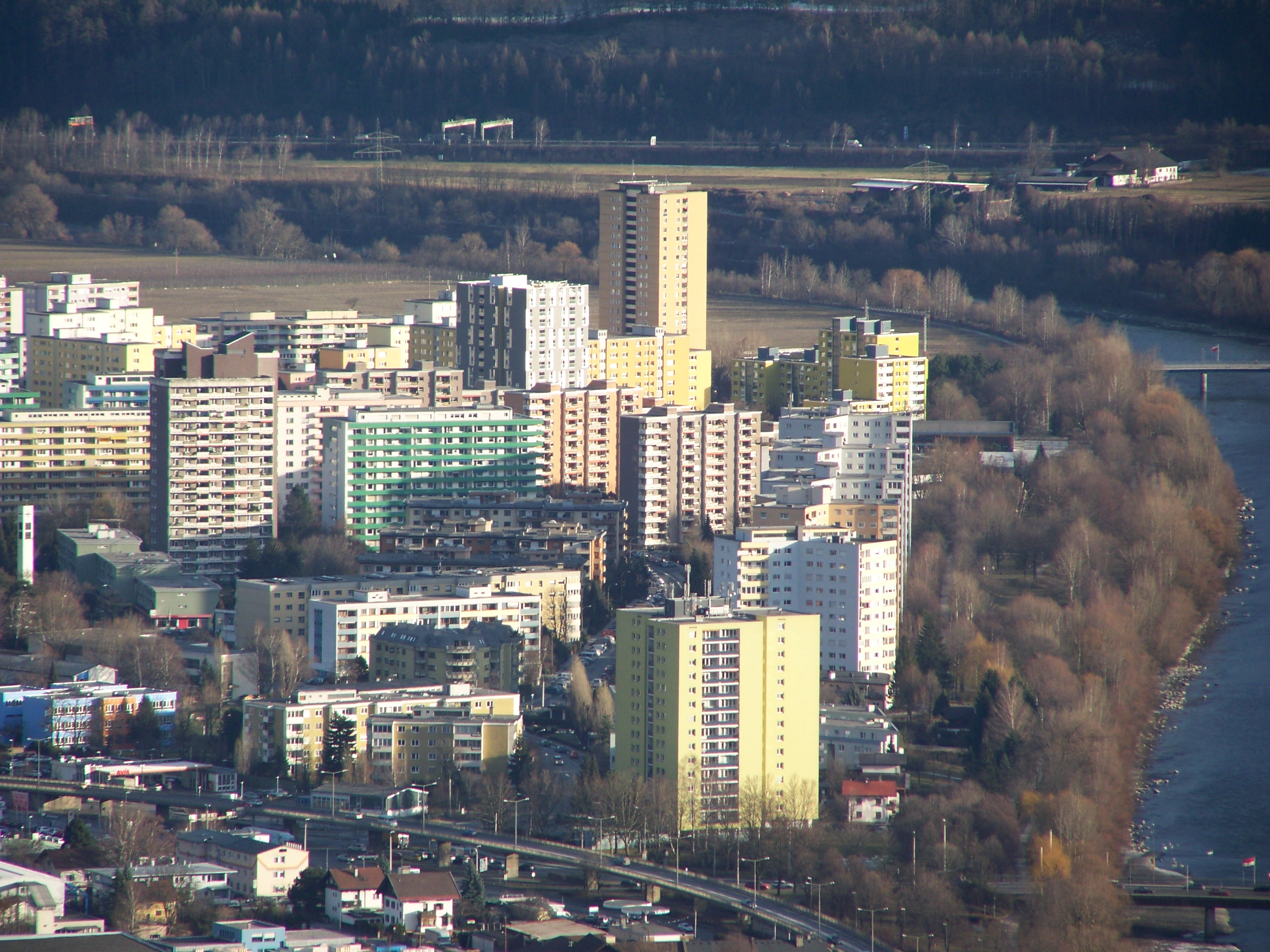
Olympisches Dorf

Das olympische Dorf entstand südlich des alten Dorfes von 1964. Zum Dorf gehörten 35 Wohnhäuser, eine Schule mit Turnhalle, ein Hallenbad, eine Mehrzweckhalle und ein Freizeitzentrum. Der Bau von Schule, Hallenbad und Freizeitzentrum war bereits vor Vergabe der Spiele geplant, wurde nach der erfolgreichen Vergabe dann lediglich vorgezogen. Die Kosten für den Bau des Dorfes betrugen etwa 700 Millionen Schilling, sie wurden jedoch nicht zu den Kosten der Olympischen Spiele gerechnet, da diese Kosten auch ohne die Spiele entstanden wären. Im Erdgeschoss des Schulgebäudes waren die Kantine, ein provisorischer Geschäftsbereich und das Dopinglabor untergebracht. Im Obergeschoss wurden die verschiedenen medizinischen Abteilungen eingerichtet. Erstmals gab es bei Olympischen Spielen auch eine seelsorgerische Betreuung der Athleten. Die Turnhalle diente als Speisesaal für die Offiziellen. Zu Spitzenzeiten wohnten 1900 Athleten und 3500 Offizielle im Dorf.
Neu für ein olympisches Dorf waren die extremen Sicherheitsvorkehrungen. Das gesamte Dorf war eingezäunt, alarmgesichert und bewacht. Man durfte das Gelände nur durch einen Durchgang betreten, dort fanden Pass- und Sicherheitskontrollen statt. Grund dafür war die damalige Terrorismusgefahr, insbesondere die OPEC-Geiselnahme im Dezember 1975 in Wien war in Österreich noch in schlimmer Erinnerung.
Nach den Spielen wurde das Dorf zu sozialem Wohnraum. Alle Wohnhäuser waren innerhalb kürzester Zeit bezogen.

### Pressezentrum
Als Pressezentrum diente das neu errichtete Gebäude der Pädagogischen Akademie. Der Bau war bereits vor Vergabe der Spiele beschlossen, wurde nach der Vergabe jedoch vorgezogen. Es wurden unter anderem provisorische Büros, Sendemasten und eine Interviewzone eingerichtet. Die Kosten für den Umbau betrugen etwa vier Millionen Schilling. Neu errichtet wurde die IVB-Halle. Sie diente als Fernsehzentrale und beinhaltete fast die gesamte Fernsehtechnik, außerdem wurden hier auch die Pressemitarbeiter verpflegt. Die Baukosten betrugen etwa 160 Millionen Schilling, nach den Spielen diente die Halle den Verkehrsbetrieben. In Seefeld und im Skigebiet Axamer Lizum wurden zusätzlich kleinere Pressesubzentren eingerichtet.

## Teilnehmer
| Europa (864 Athleten aus 26 Nationen) | Europa (864 Athleten aus 26 Nationen) | Europa (864 Athleten aus 26 Nationen)                                                                                               |
| --- | --- | --- |
| - Andorra* (5) - Belgien (4) - Bulgarien (29) - DDR (59) - BR Deutschland (71) - Finnland (47) - Frankreich (35) - Griechenland (4) - Großbritannien (42) | - Island (6) - Italien (58) - Jugoslawien (28) - Liechtenstein (9) - Niederlande (7) - Norwegen (42) - Österreich (77) - Polen (56) - Rumänien (32) | - San Marino* (2) - Schweden (39) - Schweiz (59) - Sowjetunion (79) - Spanien (4) - Tschechoslowakei (58) - Türkei (9) - Ungarn (3) |
| Amerika (179 Athleten aus 4 Nationen) | | |
| - Argentinien (9) - Chile (5) | - Kanada (59) | - Vereinigte Staaten (106) |
| Asien (72 Athleten aus 5 Nationen) | | |
| - China, Republik (6) - Iran (4) | - Japan (58) - Korea, Republik (3) | - Libanon (1) |
| Ozeanien (12 Athleten aus 2 Nationen) | | |
| - Australien (7) | - Neuseeland (5) | |
| (Anzahl der Athleten) * Erstmalige Teilnahme an Winterspielen                                                                                             | | |

Insgesamt nahmen 1261 Athleten, 1013 Männer und 248 Frauen, aus 37 Ländern an den Wettbewerben teil. Damit stellte man einen neuen Teilnehmerrekord für Winterspiele auf. Wie auch bereits vier Jahre zuvor, nahm erneut kein Athlet aus Afrika teil. Erstmals teilgenommen haben San Marino und Andorra, letztmals unter eigenem Namen und eigener Flagge teilgenommen hat die Republik China auf Taiwan. Sie mussten fortan unter dem Namen “Chinesisch Taipeh” und unter olympischer Flagge starten.
Ein Rekord wurde auch bei den Zuschauerzahlen aufgestellt. Insgesamt besuchten 732.726 Zuschauer die Wettbewerbe.

## Wettkampfprogramm
Es wurden 37 Wettbewerbe (23 für Männer, 12 für Frauen und 2 Mixed-Wettbewerbe) in 6 Sportarten/10 Disziplinen ausgetragen. Im Vergleich zu den Olympischen Winterspielen 1972 in Sapporo wurden zwei neue Wettbewerbe ins Programm aufgenommen – die Anzahl der Sportarten/Disziplinen blieb gleich. Nachfolgend die Änderungen im Detail:
- Im Eiskunstlauf wurde das Programm um den Eistanz erweitert, der 1968 einmal als Demonstrationssportart dabei war.
- Beim Eisschnelllauf wurden die 1000 m der Männer hinzugefügt
- Im Skilanglauf wurde die 3 × 5-km-Staffel der Frauen durch eine 4 × 5-km-Staffel ersetzt.

### Olympische Sportarten/Disziplinen
- Biathlon Gesamt (2) = Männer (2)
- Bob Gesamt (2) = Männer (2)
- Eishockey Gesamt (1) = Männer (1)
- Eislauf
  -  Eiskunstlauf Gesamt (4) = Männer (1)/Frauen (1)/Mixed (2)
  -  Eisschnelllauf Gesamt (9) = Männer (5)/Frauen (4)
- Rennrodeln Gesamt (3) = Männer (2)/Frauen (1)
- Skisport
  -  Ski Alpin Gesamt (6) = Männer (3)/Frauen (3)
  - Ski Nordisch
    -  Nordische Kombination Gesamt (1) = Männer (1)
    -  Skilanglauf Gesamt (7) = Männer (4)/Frauen (3)
    -  Skispringen Gesamt (2) = Männer (2)

Anzahl der Wettkämpfe in Klammern

### Zeitplan
Am 2. und 3. Februar fanden noch vor der offiziellen Eröffnung der Spiele sechs Eishockey-Ausscheidungsspiele statt. Die Sieger spielten anschließend in der A-Gruppe um die Plätze 1–6, die Verlierer in der B-Gruppe um die Plätze 7–12.
| Zeitplan        | Zeitplan       | Zeitplan              | Zeitplan | Zeitplan | Zeitplan | Zeitplan | Zeitplan | Zeitplan | Zeitplan | Zeitplan | Zeitplan | Zeitplan | Zeitplan | Zeitplan | Zeitplan | Zeitplan | Zeitplan           |
| Disziplin       | Disziplin      | Disziplin             | Mo. 2.   | Di. 3.   | Mi. 4.   | Do. 5.   | Fr. 6.   | Sa. 7.   | So. 8.   | Mo. 9.   | Di. 10.  | Mi. 11.  | Do. 12.  | Fr. 13.  | Sa. 14.  | So. 15.  | Ent- schei- dungen |
| Disziplin       | Disziplin      | Disziplin             | Februar  | Februar  | Februar  | Februar  | Februar  | Februar  | Februar  | Februar  | Februar  | Februar  | Februar  | Februar  | Februar  | Februar  | Ent- schei- dungen |
| --------------- | -------------- | --------------------- | -------- | -------- | -------- | -------- | -------- | -------- | -------- | -------- | -------- | -------- | -------- | -------- | -------- | -------- | ------------------ |
| Eröffnungsfeier |                |                       |          |          |          |          |          |          |          |          |          |          |          |          |          |          |                    |
| Biathlon        | Biathlon       | Biathlon              |          |          |          |          | 1        |          |          |          |          |          |          | 1        |          |          | 2                  |
| Bob             | Bob            | Bob                   |          |          |          |          |          | 1        |          |          |          |          |          |          | 1        |          | 2                  |
| Eishockey       | Eishockey      | Eishockey             |          |          |          |          |          |          |          |          |          |          |          |          | 1        |          | 1                  |
| Eislauf         | Eiskunstlauf   | Eiskunstlauf          |          |          |          |          |          | 1        |          | 1        |          | 1        |          | 1        |          |          | 4                  |
| Eislauf         | Eisschnelllauf | Eisschnelllauf        |          |          |          | 1        | 1        | 1        | 1        |          | 1        | 1        | 1        | 1        | 1        |          | 9                  |
| Rennrodeln      | Rennrodeln     | Rennrodeln            |          |          |          |          |          | 2        |          |          | 1        |          |          |          |          |          | 3                  |
| Ski- sport      | Ski Alpin      | Ski Alpin             |          |          |          | 1        |          |          | 1        |          | 1        | 1        |          | 1        | 1        |          | 6                  |
| Ski- sport      | Ski Nordisch   | Nordische Kombination |          |          |          |          |          |          |          | 1        |          |          |          |          |          |          | 1                  |
| Ski- sport      | Ski Nordisch   | Skilanglauf           |          |          |          | 1        |          | 1        | 1        |          | 1        | 1        | 1        |          | 1        |          | 7                  |
| Ski- sport      | Ski Nordisch   | Skispringen           |          |          |          |          |          | 1        |          |          |          |          |          |          |          | 1        | 2                  |
| Schlussfeier    |                |                       |          |          |          |          |          |          |          |          |          |          |          |          |          |          |                    |
| Entscheidungen  | Entscheidungen | Entscheidungen        |          |          |          | 3        | 2        | 7        | 3        | 3        | 3        | 4        | 2        | 4        | 5        | 1        | 37                 |
|                 |                |                       | Mo. 2.   | Di. 3.   | Mi. 4.   | Do. 5.   | Fr. 6.   | Sa. 7.   | So. 8.   | Mo. 9.   | Di. 10.  | Mi. 11.  | Do. 12.  | Fr. 13.  | Sa. 14.  | So. 15.  |                    |
| Februar         |                |                       |          |          |          |          |          |          |          |          |          |          |          |          |          |          |                    |

Farblegende

## Zeremonien

### Eröffnungsfeier
Die Eröffnungsfeier fand am 4. Februar im Bergisel-Stadion statt. Gut 60.000 Zuschauer im Stadion und schätzungsweise 750 Millionen Fernsehzuschauer erlebten die Feier mit. Zu Beginn der Feier kreisten drei Hubschrauber des Bundesheeres mit der Olympiaflagge über dem Stadion. Kurz darauf begann der Einzug der 1581 Athleten und Betreuer, der musikalisch von der Trachtenkapelle Wilten begleitet wurde. Traditionell zog zunächst die griechische Delegation ein, gefolgt von insgesamt 36 Staaten in alphabetischer Reihenfolge (nach englischer Schreibweise) und abgeschlossen durch die Vertreter des Gastgebers. Für Gesprächsstoff, teils auch Belustigung, sorgte dabei die Mode einzelner Delegationen. Die Argentinier waren als Gauchos verkleidet, Chilenen tarnten sich als Sommerfrischler, Sowjetbürger zeigten sich ganz in Pelz und die Österreicher trugen goldene Plastikanzüge, die schnell als „Weltraummode“ bezeichnet wurden.
Es folgten drei offizielle Reden durch Unterrichtsminister Fred Sinowatz, IOC-Präsident Lord Killanin und Bundespräsident Rudolf Kirchschläger. Bei der Rede von Fred Sinowatz fielen die Lautsprecher aus, nach Behebung der Panne fanden seine spontanen Worte „Jetzt sind es doch einfache Spiele geworden“ viel Applaus im Publikum. Er begrüßte alle Athleten, Betreuer und Zuschauer. Lord Killanin bedankte sich bei Österreich für die Übernahme der zunächst nach Denver vergebenen Spiele und rief zu fairen Wettkämpfen ohne Doping auf. Die kürzeste Rede hielt Rudolf Kirchschläger, der einzig die Eröffnungsformel „Ich erkläre die Olympischen Spiele für eröffnet“ sprach. Anschließend sprachen Werner Delle Karth als Vertreter der Athleten und Kampfrichter Willi Köstinger den olympischen Eid.
Die Feier nahm mit den feierlichen Ritualen ihren Lauf. Vertreter aus Sapporo, dem Gastgeber der vorherigen Olympischen Spiele, übergaben die Olympiafahne, die anschließend zu Fanfarenklängen gehisst wurde. Tausend Luftballons und ein Schwarm Friedenstauben stiegen gen Himmel.
Höhepunkt der Feier war das Eintreffen der olympischen Fackeln und die Entzündung zweier olympischer Feuer. Christl Haas entzündete in der alten Pylone die Erinnerungsflamme an die Olympischen Spiele 1964, Josef Feistmantl entzündete in einer neuen Pylone das olympische Feuer von 1976.

### Schlussfeier
Die Schlussfeier fand am Sonntag, 15. Februar, in der Olympiahalle statt. Dafür wurde die Eisfläche mit einem Kunstrasen bedeckt. Es zogen 549 Athleten in die Halle ein. Zwei Fastnachtgruppen führten Tiroler Brauchtum und 40 Paare des Bundes der Österreichischen Trachten- und Heimatverbände einen Fackeltanz auf. Die Musik wurde von der Musikkapelle des Militärkommandos Tirol gespielt. Beim Ausmarsch der Athleten wurden ihnen tausend Tulpen zugeworfen.

## Wettbewerbe

### Bob
Bei den beiden Wettbewerben im Zweier- und Viererbob überraschte Meinhard Nehmer aus der DDR. Er gewann, für viele Fachleute überraschend, beide Rennen vor den favorisierten Bobs aus der Bundesrepublik und der Schweiz. Dies überraschte vor allem deshalb, da er erst zwei Jahre zuvor überhaupt mit dem Bobsport begonnen hatte und dabei sehr schnell an die Weltspitze fuhr.
Im Zweierbob ging Nehmer mit Anschieber Bernhard Germeshausen nach dem dritten Lauf in Führung und gewann schließlich mit 0,57 Sekunden Vorsprung. In drei von vier Läufen fuhr er auf Bestzeit. Silber gewann Wolfgang Zimmerer mit Anschieber Manfred Schumann. Schumann war der erste deutsche Athlet, der sowohl bei Sommer- als auch bei Winterspielen startete. Bei den Olympischen Sommerspielen 1972 in München trat er als Hürdensprinter in der Leichtathletik an. Bronze gewann Erich Schärer mit Anschieber Josef Benz. Der nach zwei Läufen noch führende Österreicher Fritz Sperling leistete sich am zweiten Tag zu viele Fahrfehler und wurde von Schärer um vier Hundertstelsekunden sogar noch vom Bronzerang verdrängt.
Im Viererbob standen dieselben Piloten erneut auf dem Podium. Nur die Reihenfolge war anders. Diesmal gewann Nehmer (mit den Anschiebern Germeshausen, Babok und Lehmann) vor Schärer (Benz, Bächli, Marti) und Zimmerer (Schumann, Bittner, Utzschneider). Schärer sorgte kurz vor dem Start noch für Aufregung im eigenen Team, als er zwei Anschieber austauschte. Bächli und Marti sollten zunächst im Bob Schweiz III starten, schoben im Training aber besser an und wurden kurzfristig in Schärers Bob versetzt. Am zweiten Tag konnte Schärer bei Nebel und Schneetreiben zweimal Bestzeit fahren. Er verbesserte sich damit vom dritten auf den zweiten Rang, konnte Nehmer, der am ersten Tag zweimal Bestzeit fuhr, aber nicht mehr gefährden. Pech hatten erneut die Bobs aus Österreich. Walter Delle Karth lag nach dem ersten Lauf auf Platz zwei, der Start zum zweiten Lauf aber misslang. Anschieber Krenn verletzte sich dabei, so dass am Ende nur Platz sechs heraussprang.

### Biathlon
In den Biathlonwettbewerben wurde zum letzten Mal mit Militärgewehren geschossen. Bei den zukünftigen Wettbewerben ersetzte man sie durch spezielle Kleinkalibergewehre. Im 20-km-Einzel war Alexander Tichonow aus der Sowjetunion klarer Favorit. Er war der laufstärkste Athlet im Feld und führte nach dem dritten Schießen mit über einer Minute Vorsprung. Beim vierten und letzten Schießen verfehlte er jedoch alle Scheiben und kassierte dafür fünf Strafminuten. Am Ende landete er nur auf Platz fünf. Sieger wurde sein Teamkollege Nikolai Kruglow vor dem Finnen Heikki Ikola und Alexander Jelisarow. Die Schießleistungen im Einzel waren insgesamt schwach. Alle Läufer im Feld kassieren mindestens zwei Strafminuten.
In der Staffel war die Sowjetunion erneut klarer Favorit. Mit fast vier Minuten Vorsprung und ohne einen einzigen Schießfehler gewann deren Team schließlich deutlich. Der Sieg war nur einmal gefährdet. Beim zweiten Läufer, Iwan Bjakow, brach im Lauf die Skibindung. Der französische Startläufer Arpin half ihm aber mit Ersatzskiern aus und Bjakow übernahm schon bald wieder die Führung. Silber ging an die finnische Staffel. Spannung bot der deutsch-deutsche Kampf um Bronze. Der Schlussläufer der DDR, Manfred Geyer, holte über 1,5 Minuten Rückstand auf den Schlussläufer Claus Gehrke aus der Bundesrepublik auf und ging am letzten Anstieg vorbei. Im Ziel trennten die beiden Staffeln nur drei Sekunden.

### Eishockey
Das olympische Eishockeyturnier fand in der Olympiahalle auf dem Tivoli-Gelände statt. Es begann bereits zwei Tage vor der offiziellen Eröffnung der Spiele. Zunächst spielten die zwölf Mannschaften sechs Entscheidungsspiele, die Sieger spielten in der A-Gruppe um die Plätze 1–6, die Verlierer in der B-Gruppe um die Plätze 7–12. In der A-Gruppe spielten die Sowjetunion, die Tschechoslowakei, Finnland, Bundesrepublik Deutschland, Polen und die USA.
Das Team der Sowjetunion gewann überlegen mit fünf Siegen aus fünf Spielen Gold, es war der vierte Olympiasieg in Folge. Silber ging an die Tschechoslowakei, obwohl es nach dem Spiel gegen Polen zu einem Skandal kam. Dem Spieler František Pospíšil wurde nach dem Spiel die Einnahme des auf der Dopingliste stehenden Mittels Codein nachgewiesen. Der Spieler begründete das mit dem Einsatz eines Nasensprays. Das Spiel, das die Tschechoslowakei 7:1 gewonnen hatte, wurde daraufhin mit 0:2 Punkten und 0:1 Toren gewertet. Sensationell Bronze gewann die Mannschaft der Bundesrepublik Deutschland, die sich nur aufgrund des besseren Torquotienten im direkten Vergleich mit den Teams aus Finnland und den USA durchsetzte. Die bundesdeutschen Spieler erfuhren erst in der Kabine vom Gewinn der Medaille. Zunächst glaubten viele, dass das direkte Duell zwischen Finnland und Deutschland, das Finnland gewonnen hatte, den Ausschlag geben würde. Dies war bis 2018 die beste Platzierung einer deutschen Eishockeymannschaft bei einem olympischen Turnier.
Aussichtsreiche Mannschaften aus Schweden und Kanada sowie die Mannschaft aus der DDR verzichteten auf die Teilnahme. Der Turniermodus stieß auf heftige Kritik. Ausscheidungsspiele ohne jegliche Spannung und eine sportlich unbedeutende B-Gruppe mit schlechter Zuschauerresonanz sorgten dafür, dass dieser Modus für die Spiele 1980 abgeschafft wurde.

### Eiskunstlauf
Im Einzel der Herren zeigte Terry Kubicka zum ersten Mal einen Rückwärtssalto während eines Wettbewerbs. Diesen Salto stand er beidbeinig, anders als bei anderen Eiskunstlaufsprüngen. Der Weltverband ISU sorgte daraufhin jedoch noch im selben Jahr für eine Regeländerung, die es verbietet beim Eiskunstlauf Salti zu zeigen. Der spätere Olympiasieger John Curry bot eine überragende Kür. Bronzegewinner Toller Cranston patzte bereits im Pflichtprogramm. Jedoch reichte es trotzdem, Jan Hoffmann aus der DDR hinter sich zu halten, da dieser ebenfalls Fehler machte. Aus Westdeutschland und der Schweiz waren keine Läufer am Start und auch der Lokalmatador Roland Koppelent aus Österreich musste zurückziehen.
Bei den Damen zeigte die Olympiasiegerin Dorothy Hamill keinen Dreifachsprung in der Kür und ist damit auch die letzte Eiskunstläuferin, der ein Triumph ohne einen solchen Sprung gelang. Ihre beiden Verfolgerinnen Dianne de Leeuw und Christine Errath machten Fehler insbesondere bei den geplanten Dreifachsprüngen. Das Pflichtprogramm gewann Isabel de Navarre aus Deutschland. Bei den Paaren dominierten die Paare aus der Sowjetunion und aus der DDR. Zwar gewann Irina Rodnina und Alexander Saizew deutlich, jedoch gehörten Romy Kermer und Rolf Österreich zu den wenigen ernsthaften Konkurrenten um den Olympiasieg. Bronze holten sich Manuela Groß und Uwe Kagelmann, die damit zum zweiten Mal nach 1972 diesen Platz erreichten.
Beim erstmals ausgetragenen Wettbewerb im Eistanz gewannen Ljudmilla Pachomowa und Alexander Gorschkow aus der Sowjetunion unangefochten. Es waren keine deutschen, österreichischen oder Schweizer Paare am Start.

### Nordische Kombination
In der Nordischen Kombination galt der Goldmedaillengewinner von 1972 Ulrich Wehling aus der DDR als erneuter Favorit, nachdem er 1974 auch den Weltmeistertitel und 1975 am Holmenkollen gewann. Bereits beim Skispringen zeigte er seine Stärke und landete in allen drei Sprüngen die Bestweite. Auch beim 15-km-Langlauf am Folgetag konnte ihn keiner mehr einholen, so dass er am Ende ungefährdet Gold gewann vor dem Bundesdeutschen Urban Hettich und seinem Landsmann Konrad Winkler.

### Skilanglauf
Bei den nordischen Disziplinen war der Skilanglauf erneut im Fokus. Bei den Herren überraschte im Einzel der US-Amerikaner Bill Koch die Fachleute. Zuvor völlig unbekannt, gewann er im Einzelrennen über 30 km hinter Sergei Saweljew die Silbermedaille. Auch über 50 km führte er lange Zeit, bevor er schließlich nach halber Distanz noch zurückfiel und schließlich 13. wurde. Koch war bis 2006 der einzige US-amerikanischer Skilangläufer und der einzige Nordamerikaner überhaupt, der eine olympische Medaille gewann.
Bei den Damen gewann Galina Kulakowa nach ihren drei Goldmedaillen 1972 im Einzel über 5 km die Bronzemedaille. Nachdem bei ihr jedoch Spuren von Ephedrin nachgewiesen wurde, deren Ursache ein Nasenspray gewesen ist, folgte ihre Disqualifikation. Es war der erste nachgewiesene Dopingfall im Skilanglauf bei Olympischen Spielen.

### Skispringen
Im Skispringen erfolgte wie bereits 1964 die Austragung in Innsbruck und Seefeld. In beiden Einzelspringen zeigte sich ein deutlicher Kampf zwischen den Mannschaften aus Österreich und aus der DDR. Auf der Toni-Seelos-Olympiaschanze in Seefeld gelang dem späteren Sieger Hans-Georg Aschenbach aus der DDR bereits im ersten Sprung mit 84,5 Metern der weiteste Sprung des Wettbewerbs. Silber gewann sein Landsmann Jochen Danneberg vor dem Lokalmatador Karl Schnabl, der schließlich als bester Österreicher Bronze holte. In der Wertung fanden sich unter den besten acht insgesamt vier Österreicher. Da aus der DDR-Mannschaft die beiden Springer Bernd Eckstein und Henry Glaß im zweiten Durchgang stürzten, nachdem sie zuvor auf Platz sechs und sieben standen, war für das Team ein besseres Ergebnis nicht mehr möglich.
Von der Großschanze am Bergisel in Innsbruck zeigte die Österreichische Mannschaft ihre Stärke. Im ersten Durchgang überraschte der erst 17-jährige Nachwuchsspringer Toni Innauer mit einem Sprung auf 102 Meter, vor Danneberg und Innauers Landsmann Schnabl. Im zweiten Durchgang konnte Schnabl noch an Innauer vorbeiziehen und gewann Gold. Danneberg musste sich schließlich noch Glaß geschlagen geben und verpasste seine zweite Medaille nur um 0,1 Punkte.

### Rennrodeln
Im Rennrodeln zeigte sich erneut die Dominanz der Teams aus beiden deutschen Staaten. Beim Einzel der Herren waren die Top vier komplett in deutscher Hand. Dabei gelang es nur Josef Fendt mit dem zweiten Platz das ostdeutsche Trio um den Sieger Dettlef Günther zu sprengen. Auch im Doppel der Herren gewann ein Team aus Deutschland. Bernd Hahn und sein Bruder Ulrich Hahn aus der DDR gewannen vor dem westdeutschen Doppel, bestehend aus Hans Brandner und Balthasar Schwarm. Bronze gewann überraschend Team Österreich I mit Rudolf Schmid und Franz Schachner. Bei den Frauen gingen wieder alle Medaillen an deutsche Pilotinnen. Die beiden ostdeutschen Starterinnen Margit Schumann und Ute Rührold gewannen vor Elisabeth Demleitner.

## Herausragende Sportler
- Rosi Mittermaier gewann zwei der drei alpinen Skiwettbewerbe.
- Das Eishockeyteam der UdSSR gewann zum vierten Mal in Folge die Goldmedaille.
- Der Österreichische Spitzensportler Franz Klammer gewann gegen den Titelverteidiger Bernhard Russi aus der Schweiz den alpinen Abfahrtslauf.

## Olympiamuseum
Nach den Olympischen Spielen entstand im Schloss Weiherburg ein Olympiamuseum, welches Exponate der zwei Innsbrucker Spiele sowie der österreichischen Olympiageschichte zeigte. Das Museum zog später um und befand sich bis 1996 im Gebäude des Goldenen Dachls.